# 天馬號衛星
天馬號衛星（てんま）是一顆日本X射線天文衛星，由日本宇宙航空研究開發機構開發。1983年2月20日，天馬號衛星由M-3S火箭從內之浦宇宙空間觀測所發射升空。
1984年7月，天馬號衛星電池故障導致運作受到限制，X射線觀測於1985年終止。1989年1月19日，天馬號衛星進入大氣層（北美防空司令部衛星目錄稱墜落至大氣層日期是1988年5月17日）。

## 外部連結
- てんま (ASTRO-B) (ISAS)
- X線天文衛星「てんま」（ISASニュース 2004.4 No.277）
- The Tenma (Astro B) Satellite (NASA)